# Mazoni Rakotoarivony
Mazoni Rakotoarivony, né le 20 juillet 1992,, est un coureur cycliste malgache.

## Biographie
En 2018, Mazoni Rakotoarivony se classe troisième du championnat de Madagascar du contre-la-montre. 
Lors de la saison 2019, il se distingue en remportant le Tour de Madagascar,. Il termine également troisième du contre-la-montre par équipes aux Jeux des îles de l'océan Indien, avec la sélection malgache. 

## Palmarès
- 2014
  - 8e étape du Tour de Madagascar[6]
- 2015
  - 2e étape du Tour de Madagascar
- 2016
  - 2e, 3e et 8e étapes du Tour de Madagascar
  - 2e du Tour de Madagascar
- 2017
  - 3e du Tour de Madagascar
- 2018
  - 2e étape du Trophée des As[7]
  - 3e du championnat de Madagascar du contre-la-montre
- 2019
  - Tour de Madagascar :
    - Classement général
    - 3e étape

  -  Médaillé de bronze du contre-la-montre par équipes aux Jeux des îles de l'océan Indien